# West Wing

Logo van de Executive Office of the President of the United States

De West Wing is de westvleugel van het Witte Huis die de kantoren van de president van de Verenigde Staten herbergt. Het Oval Office, de Cabinet Room, de Situation Room en de James S. Brady Press Briefing Room zijn hier te vinden. De belangrijkste medewerkers van de president, zoals zijn stafchef, de nationaal veiligheidsadviseur, politiek assistenten en perswoordvoerder werken eveneens in dit gedeelte. De overige van de ongeveer 1800 medewerkers van de president werken in het Eisenhower Executive Office Building tegenover het Witte Huis.
De westvleugel (en de oostvleugel) werd in 1902 gebouwd in opdracht van president Theodore Roosevelt. Hij vond het hoofdgebouw te klein om zijn gezin én zijn medewerkers te huisvesten. De persruimte is gebouwd boven op het overdekte zwembad dat in het verleden onder meer gebruikt werd door Franklin D. Roosevelt en John F. Kennedy. Richard Nixon liet het zwembad tijdens zijn ambtstermijn verbouwen tot persruimte.
De West Wing werd met name bekend door de televisieserie The West Wing.

## Externe link

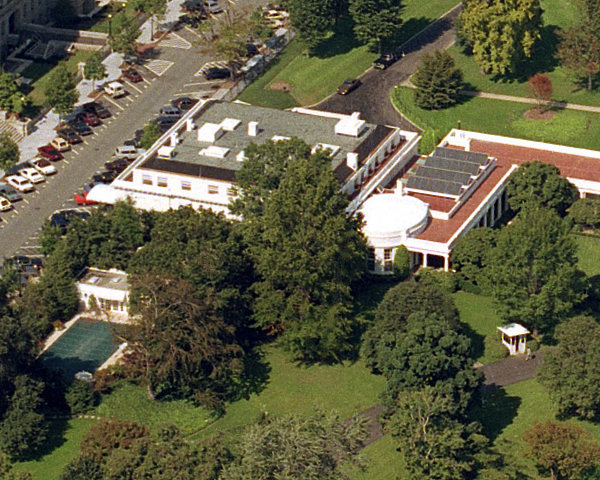
De West Wing van het Witte Huis
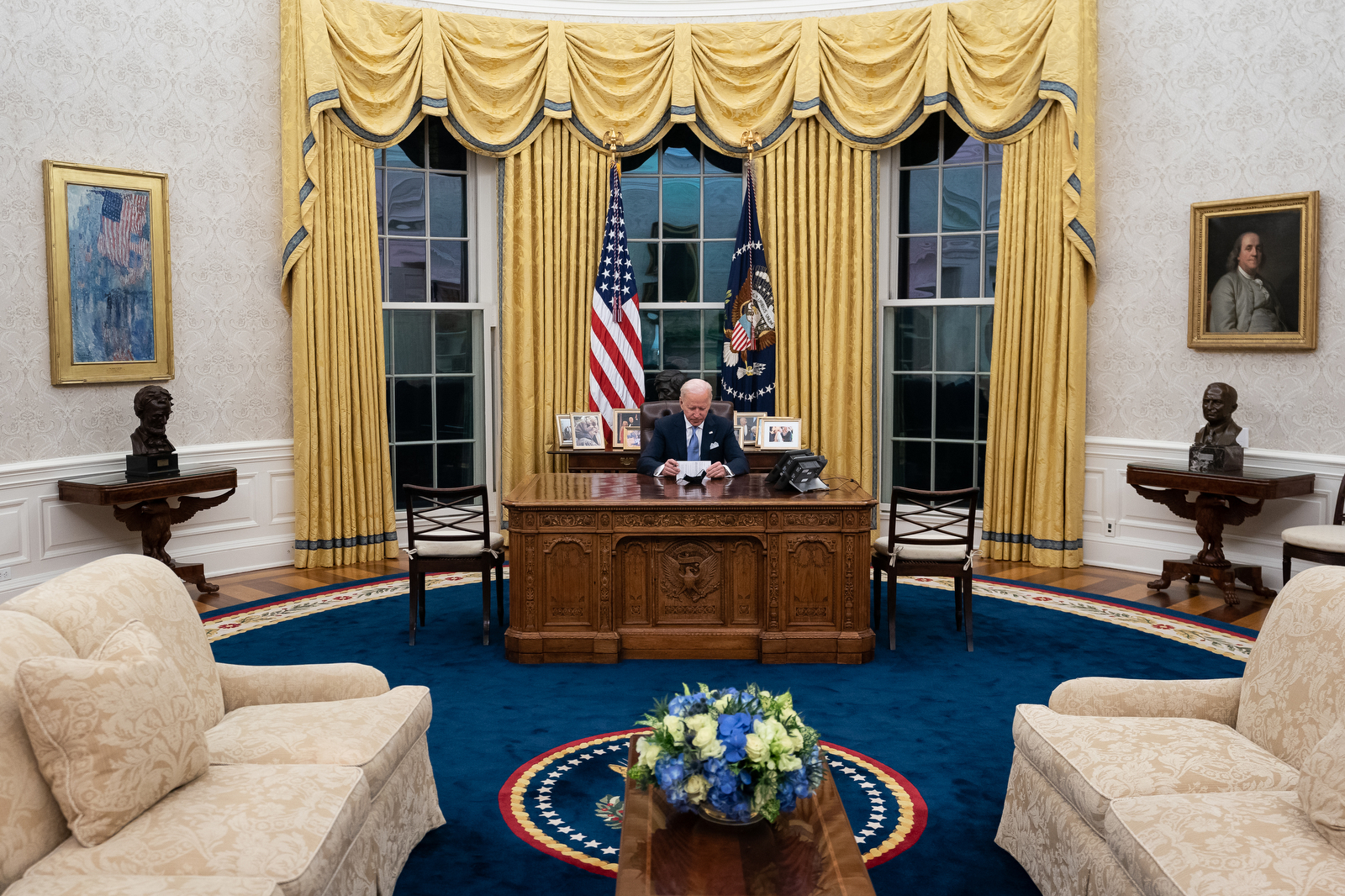
Het officiële kantoor van de president de Oval Office
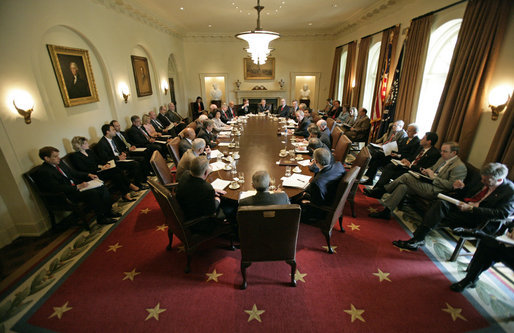
De vergaderzaal van het kabinet Cabinet-room
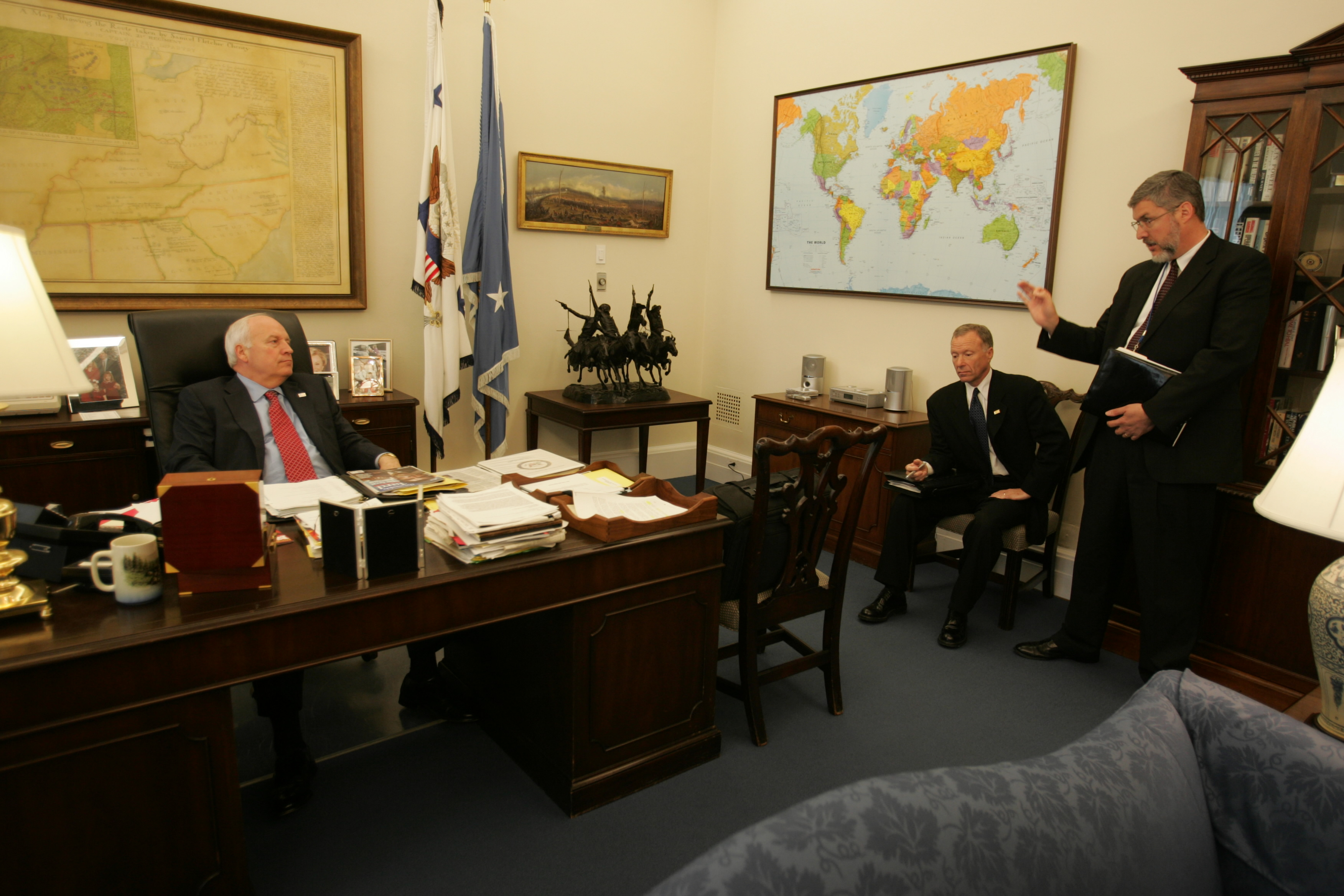
Het officiële kantoor van de vicepresident
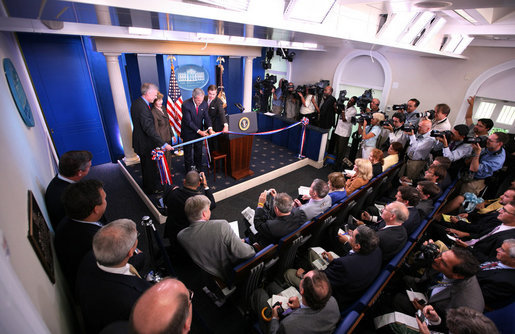
De James S. Brady persruimte
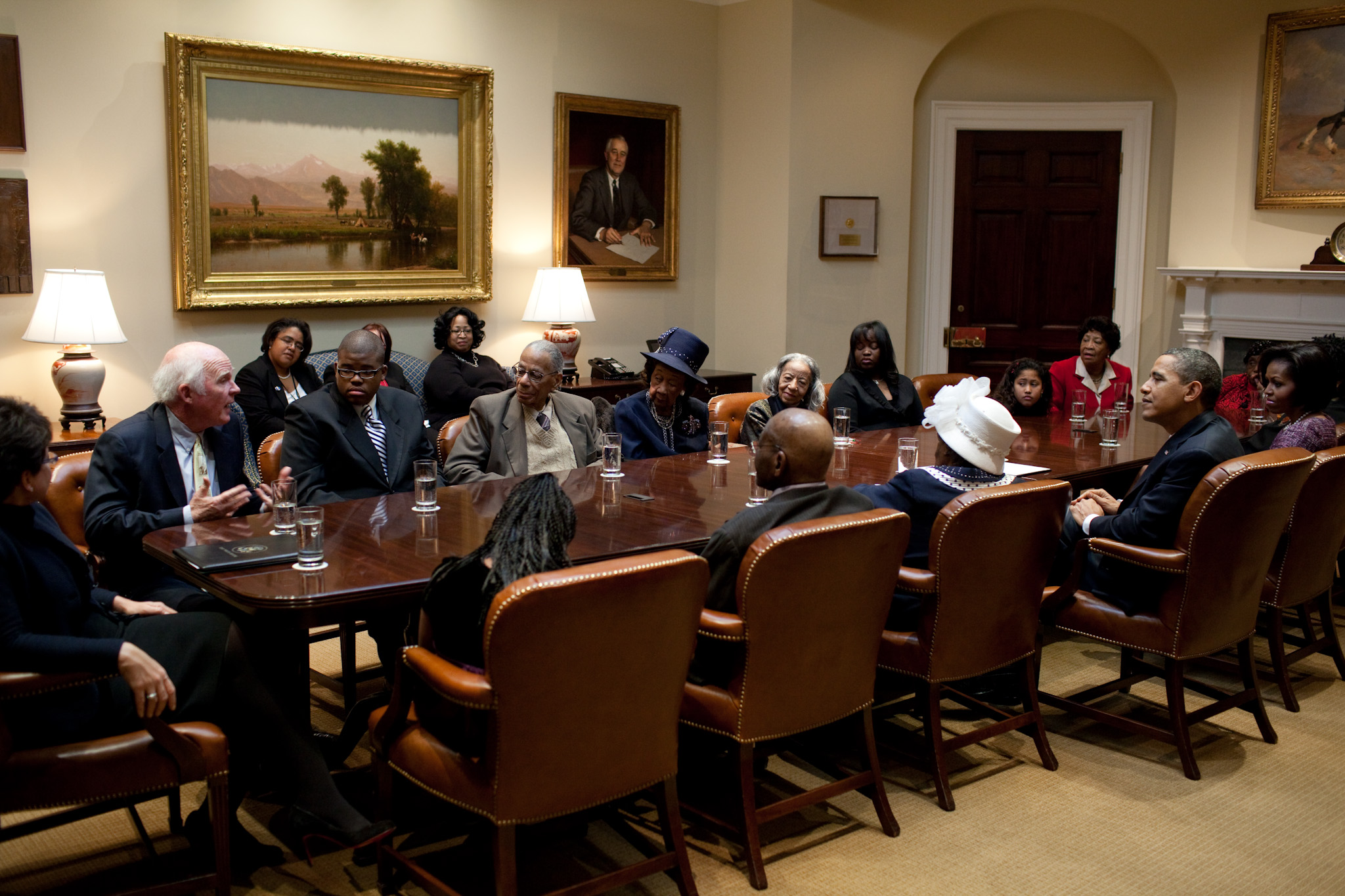
De Roosevelt vergaderruimte
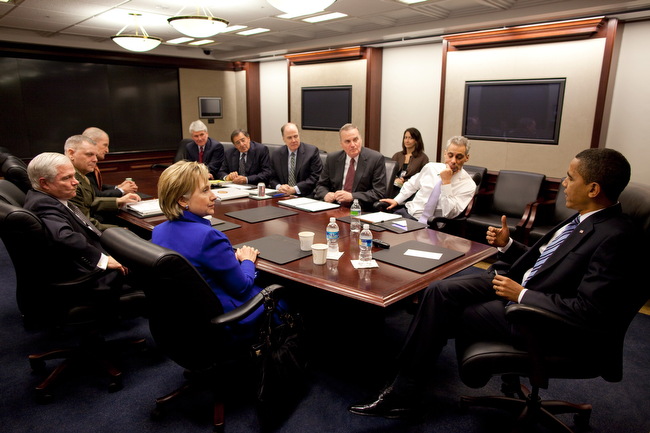
De "Situation Room"